# Arnold Busck (virksomhed)
Arnold Busck A/S var en dansk boghandlerkæde, der blev grundlagt af Arnold Busck i 1896 og blev aktieselskab i 1969. Virksomheden gik konkurs i 2020, hvorved samtlige butikker på nær én lukkede. Arnold Busck omsatte i regnskabsåret 2018/19 for 316 mio. kr. og beskæftigede 230 fuldtidsansatte.
Kæden er en kapitalkæde, som er blevet drevet af bl.a. fire generationer i Busck-familien. Foruden boghandlerne omfattede koncernen oprindeligt også Nyt Nordisk Forlag Arnold Busck, der dog blev solgt fra til Gyldendal i 2016. I 2008 købte kæden sig større gennem et opkøb af B.O. Bøger.
Kæden omfattede 29 butikker før konkursen. Mange af dem er siden overtaget af Bog & idé. Kædens flagskibsbutik på Købmagergade i København blev frasolgt til Politikens Boghal, der driver den videre under Arnold Busck-navnet.

## Konkurs
Den 27. april 2020 lukkede firmaet alle butikker og indgav konkursbegæring på grund af omsætningstab i forbindelse med samfundsnedlukningen under den verdensomspændende coronaviruspandemi. Virksomheden havde længe haft økonomiske problemer, som blandt andet skyldtes svære problemer ved implementering af et nyt IT-system samt en større vandskade i et filial.
I forbindelse med konkursen blev det eksisterende aktieselskab omdøbt til "Selskabet af 27.04.2020 A/S".
8. maj 2020 meddeltes det på arnoldbusck.dk at en række butikker er åbne igen.
Det omfatter i første omgang Købmagergade, Hellerup, Espergærde, Helsinge, Odense, Herning, Helsingør, Esbjerg, Haderslev, Holstebro, Køge, Randers og Svendborg, Aarhus og Aalborg City.

## Butikker
Pr. 11. april 2017 havde kæden følgende butikker:[kilde mangler]
| Region             | Antal | By |
| ------------------ | ----- | --- |
| Region Hovedstaden | 12    | Ballerup, Birkerød, Espergærde, Hellerup (Strandvejen), Helsinge, Helsingør (Stengade), København (Købmagergade x2, Valby), København N - Arnold Busck LAB, Lyngby, Rødovre |
| Region Sjælland    | 3     | Køge, Nykøbing F, Roskilde |
| Region Syddanmark  | 8     | Esbjerg, Haderslev, Kolding, Odense (Rosengårdcentret, Vestergade), Svendborg, Sønderborg, Vejle                                                                            |
| Region Midtjylland | 4     | Herning, Holstebro, Randers, Aarhus |
| Region Nordjylland | 3     | Hjørring, Aalborg (Bispensgade, Aalborg Storcenter) |

## Ledelse
Ledelsen har over årene udgjort følgende:[kilde mangler]
- 1896-1901: Arnold Busck og J.L. Wisbech
- 1901-1953: Arnold Busck
- 1953-1985: Helge Arnold Busck
- 1973-2002: Allan Dittler
- 1985-2007: Ole Arnold Busck
- 2007-2010: Jørn Bach
- 2010-2020: Helle Busck Fensvig
- 2020- 2022JP/Politikens Hus, Politikens Forlag.
- 2022-: Store Manager Julie Mette Hyld Peitersen / Politikens Forlag